# René Pommier
Pour les articles homonymes, voir Pommier.
Ne doit pas être confondu avec Jean Pommier ou René Pomeau.
René Pommier, né le 11 décembre 1933 à Lyon et mort le 10 mai 2024 à Viriat, est un critique littéraire et essayiste français.
Maître de conférences à la Sorbonne et écrivain essentiellement sceptique, rationaliste et anti-religieux, il se fait connaître par des essais critiques consacrés à des essayistes du XXe siècle comme Roland Barthes ou René Girard.

## Biographie
René Pommier est le fils de Marcel Pommier, agent d’assurance, et d'Hélène Mesny, fille du général Gustave Mesny, exécuté par les Allemands bien qu'il fût prisonnier de guerre, le 19 janvier 1945.
Ancien élève de l’École normale supérieure (promotion 1955), agrégé de lettres (1959) et docteur ès-lettres avec une thèse soutenue en 1986 devant l'Université de Paris-Sorbonne (Paris IV) et ayant pour sujet l'ouvrage Sur Racine de Roland Barthes, il a enseigné dans cet établissement durant vingt-deux ans la littérature française du XVIIe siècle en qualité de maître de conférences.
En 1979, le prix de la critique de l’Académie française a couronné son ouvrage Assez décodé ! ; en 2007, l'Institut lui a décerné, sur proposition de l'Académie française, le prix Alfred-Verdaguer pour l'ensemble de son œuvre ; en 2008, l’Académie des sciences morales et politiques lui a décerné le prix Joseph-Saillet pour Sigmund est fou et Freud a tout faux.
Dans ses différentes publications, il applique son esprit rationaliste aux croyances religieuses et à certaines disciplines des sciences humaines, comme la psychologie ou la psychanalyse, pour en dénoncer les prétentions scientifiques, ce qui l'amène à s'en prendre à divers penseurs du XXe siècle qui, en raison de la notoriété qu'ils ont acquise auprès de leurs contemporains, font figure de « vaches sacrées »[réf. souhaitée]. Pascal Engel voit ainsi en lui « l'un des derniers voltairiens ».

## Principales cibles
Pommier a la conviction que certaines personnalités en faveur tant dans l'Université que dans les médias, voire auprès du grand public, se trompent dans leurs analyses. Il met ainsi en cause les réflexions de divers théoriciens et penseurs, dont :
- le fondateur de la psychanalyse Sigmund Freud[7] ;
- le critique littéraire Roland Barthes, professeur au Collège de France ;
- l'anthropologue René Girard, qui a fait toute sa carrière dans de prestigieuses universités des États-Unis ;
- l'universitaire marxiste Pierre Barbéris, spécialiste bien connu de Balzac ;
- le sociologue Lucien Goldmann, directeur d'études à l'École pratique des hautes études (1959-1970) et théoricien marxiste influent.

À cette fin, il utilise d'ordinaire les méthodes et le style du pamphlétaire, ayant fréquemment recours à des expressions malsonnantes et provocatrices comme absurdité, aliboron grotesque, âneries rocambolesques, calembredaine, élucubration, foutaise, imposture, snobisme ou encore sornettes.

### Roland Barthes
Très critique au sujet de Barthes, dont il récuse l'analyse qu'il a faite de l’œuvre de Racine, Pommier lui a consacré de très nombreux textes où il présente et défend la thèse selon laquelle la pensée de Barthes serait contradictoire et sans prise sur le réel. Il emploie à son encontre des termes qui ont semblé excessifs (« con », « faribole », « ineptie », « jobard », « insanité », etc.), et n'hésite pas à s'en prendre à ceux que ses écrits ont pu séduire.
Cette polémique n'a pas été toujours bien accueillie par la critique littéraire.

### René Girard
Les publications de Girard — « une œuvre qui sera sans doute presque complètement oubliée dans cinquante ans » — comptent également parmi ses cibles. Dans ses ouvrages et dans les critiques publiées sur son site, il s'efforce de montrer que l’interprétation que Girard donne de certains textes sur lesquels il s'appuie est arbitraire et sans fondement, de sorte qu'on ne saurait l'invoquer en faveur des thèses qu'il défend.
Sceptique quant à son projet de révéler des « choses cachées depuis la fondation du monde », Pommier observe ironiquement : 

« si vraiment la lumière que René Girard prétend apporter aux hommes est d’une clarté aussi aveuglante qu’il le dit, comment se fait-il que personne ne l’ait aperçue avant lui ? »

### Lucien Goldmann
Goldmann, dans le chapitre VI de son livre Le Dieu caché, chapitre intitulé « Jansénisme et noblesse de robe », défend la thèse selon laquelle le jansénisme serait l'idéologie de la noblesse de robe. Pommier, dans son article « Jansénisme et noblesse de robe ? », conteste cette thèse en lui adressant quatre objections fondamentales.

## Ouvrages
- Une croix sur le Christ : cantate iconoclastique, Paris, éditions Roblot, 1976, 240 p. Présentation de Jacques Mitterrand (1908-1991). Préface de Jean Pommier.
- Assez décodé !, Paris, Roblot, 1978, 184 p. ; nouvelle édition revue et corrigée : Cazaubon, Paris, Eurédit, 2005, 157 p.,
- Un marchand de salades qui se prend pour un prince : réponse du « petit Pommier » au « grand Barbéris », Paris, Roblot, 1986, 153 p. ; réédité sous le titre « Le Misanthrope » : de son interprétation et de la prétendue pluralité du sens, Paris, Eurédit, 2007, 189 p.
- « Racine et la “nouvelle critique” : le Sur Racine de Roland Barthes », thèse de doctorat d'État soutenue en 1986 et publiée sous le titre Le « Sur Racine » de Roland Barthes, Paris, SEDES, 1988, 425 p. ; nouvelle éd. revue, corrigée et augmentée : Paris, Eurédit, 2008, 495 p.
- Roland Barthes : ras le bol !, Vincennes, Roblot, 1987, 148 p.
- Explications littéraires. Mme de La Fayette, Chateaubriand, Mallarmé, Giraudoux, Paris, SEDES, 1990, 176 p. ; nouvelle édition, Paris, Eurédit, 2005
- Explications littéraires. 2 : Agrippa d'Aubigné, Molière, Montesquieu, Laclos, Apollinaire, Paris, SEDES, 1993, 199 p.
- Études sur « Le Tartuffe », Paris, SEDES, 1994, 250 p.
- Études sur « Britannicus », Paris, SEDES, 1995, 164 p. ; nouvelle éd. revue et corrigée : Paris, Eurédit, 2007, 193 p.
- Études sur les « Maximes » de La Rochefoucauld, Mont-de-Marsan, Éd. interuniversitaires, 1998, 138 p. ; nouvelle éd. revue et corrigée : Paris, Eurédit, 2010, 144 p.
- Études sur « La Princesse de Clèves », Saint-Pierre-du-Mont, Eurédit, 2000, 225 p.
- Ô Blaise ! À quoi tu penses ? : essai sur les « Pensées » de Pascal[11], Bruxelles, Espace de libertés, 2003, 127 p.  (ISBN 2-930001-52-6)
- Explications littéraires. 3, Bossuet, Racine, Baudelaire[12], Paris, Eurédit, 2005, 204 p.
- Études sur le XVIIe siècle[13], Paris, Eurédit, 2006, 181 p.
- Sanglades[14], Paris, Eurédit, 2006, 123 p. ; nouvelle éd. revue, corrigé et augmentée parue sous le titre Sanglades : correction administrée de bon cœur à quelques massacreurs des études littéraires et de la langue française, Paris, Eurédit, 2010, 173 p.
- Études sur le « Dom Juan » de Molière, Paris, Eurédit, 2008, 119 p.
- Sigmund est fou et Freud a tout faux : remarques sur la théorie freudienne du rêve, Paris, Éditions de Fallois, 2008, 186 p.
- Études littéraires : Ronsard, Molière, Bossuet, Racine, Rousseau, Chateaubriand, Apollinaire, Paris, Eurédit, 2009, 182 p.
- René Girard : un allumé qui se prend pour un phare, Paris, Kimé, 2010, 133 p.
- Explications littéraires. 4, Montaigne, Pascal, Diderot, Flaubert, Paris, Eurédit, 2010, 135 p.
- Thérèse d'Avila, très sainte ou cintrée ? : étude d'une folie très aboutie, Paris, Kimé, 2011, 162 p.
- Explications littéraires. 5, Molière, Bossuet, Montesquieu, Paris, Eurédit, 2012, 139 p.
- Rire et colère d'un incroyant, Paris, Kimé, 2012, 86 p.
- Être girardien ou ne pas être : Shakespeare expliqué par René Girard, Paris, Kimé, 2013, 158 p.
- Défense de Montesquieu : sur une lecture absurde du chapitre « De l'esclavage des nègres », Paris, Eurédit, 2014, 101 p.
- Freud et Léonard de Vinci : quand un déjanté décrypte un géant, Paris, Kimé, 2014 134 p.
- La « Psychopathologie de la vie quotidienne ». Ou quand Freud déménage du matin au soir, Paris, Kimé, 2015, 129 p.
- Piques et polémiques, Paris, Kimé, 2016, 154 p.
- Roland Barthes : grotesque de notre temps, grotesque de tous les temps, Paris, Kimé, 2017, 234 p.
- Joyeusetés freudiennes, Paris, Kimé, 2018, 132 p.
- Loufoqueries freudiennes. La psychanalyse de l'Homme aux loups, Paris, Kimé, 2020, 152 p.
- Sus au structuralisme. Pour une critique claire et éclairante, Paris, Kimé, 2021
- Brocards, Paris, Kimé, 2022